# Geografi
| Portal | Portal:Geografi |

 Der er for få eller ingen kildehenvisninger i denne artikel, hvilket er et problem. Du kan hjælpe ved at angive troværdige kilder til de påstande, som fremføres i artiklen.

Geografi er studiet af jordens overflade. Ordet stammer fra de græske ord geo- ("jorden") og graphein ("at skrive, tegne, eller videnskaben om-").
Geografi er meget mere end rejsebeskrivelser (etnografi) og studiet af landkort (kartografi). Ikke alene undersøger man, hvad der er hvor på jorden, men også hvorfor og hvorfor det ikke er et andet sted. Dette bliver studeret både under naturlige forhold og under menneskelig påvirkning. Konsekvenserne af disse forskelle bliver også studeret.
Geografien lader sig inddele i to klasser:
1. Almen geografi, der søger at udlede alment gyldige sammenhænge uden hensyn til det enkelte steds særlige forhold, og
2. Speciel geografi, der søger at udrede de særlige forhold for et større eller mindre givet område[1].

## Geografiens udviklingshistorie
|  | Eftersyn Dette afsnit bør gennemlæses af en person med fagkendskab for at sikre den faglige korrekthed. |

Man kan tage udtrykket "geografiens historie" i mere end en betydning. Man kan derved forstå:
1. udviklingen af den moderne videnskabelige geografi og dens metodik;
2. udviklingen af vort kendskab til jordklodens egenskaber, således som ikke alene geografi, men også andre videnskaber som matematik, astronomi, fysik med flere arbejder på at udrede dem;
3. redegørelsen for den rumlige udvidelse af vort kendskab til jordoverfladen eller den såkaldte opdagelseshistorie.

### Antikken
De første forestillinger om jorden som helhed går vist nok tilbage til orientens ældste kulturfolk, men disse forestillinger er os dels ukendte, dels meddelt i et symbolsk sprog, som det er vanskeligt at fatte betydningen af. Det folk, fra hvilket vi først har bevaret så velbegrundede og klart udtrykte geografiske forestillinger, at de har kunnet få betydning for kulturen gennem tiderne, er grækerne. Allerede hos de gamle grækere kan der sondres mellem to slags geografiske forfattere: dem, der interesserede sig for jorden som helhed og behandlede det første teoretiske problem af geografisk art, nemlig det om jordens form og størrelse, og dem, der havde mest interesse for menneskene og tingene, der fandtes på jordoverfladen. Til den sidste gruppe hører Herodot, der ca. 450 f.Kr. ved sin beskrivelse af folkenes sæder og historie også tog et ikke ringe hensyn til landenes natur. Som en af de ældste kendte repræsentanter for den første gruppe kan nævnes Anaximander fra Milet, der i første halvdel af 6. århundrede f.Kr. forsøgte at fremstille det første verdenskort. Læren om jordens kugleform blev fremsat af den pythagoræiske filosofiske skole, og Aristoteles beviste den ved måneformørkelse og ved den omstændighed, at på det åbne hav bliver toppene af kystgenstande først synlige. Eratosthenes (276—196), der levede i Alexandria, gav først en geografisk systematik og metodik, som for århundreder blev det herskende grundlag; han forsøgte også at give et mål for jordens størrelse ved at udmåle en jordbue mellem Alexandria og Syene, og han udkastede kort af den beboede jord på grundlag af et slags gradnet. Målingsforsøget blev senere gentaget af Ptolemæus, der bestemte jordens omfang til 180.000 olympiske stadier. Selv Strabo (68 f.Kr.—24 e.Kr.) var endnu afhængig af Eratosthenes' lærebygning, selv om han hyppigt angreb sin forgænger. Strabo, der skrev en geografi i 17 bøger, der for størstedelen er bevaret, er i nyere tid blevet kaldt oldtidens største geograf, men det kan han dog kun kaldes i en enkelt retning, idet han var den første, der så, at det var en geografisk opgave at bringe landenes natur i forhold til folkenes kultur og vise, hvorfor nogle steder befordredes kulturen, mens den andre steder hæmmedes af naturforholdene. Denne tanke kom dog ikke til at spille nogen rolle hos de senere forfattere, der næsten alle hyldede den periegetiske form, det vil sige, de ordnede deres skildring, som om forfatteren skred frem langs kysten eller langs en vej inde i landet; dette gælder fx skriftet de situ orbis af Pomponius Mela, der var et af de mest læste lige til middelalderens begyndelse. Det blev da heller ikke Strabo, men derimod Claudius Ptolemæus, der gjaldt for den største geograf. Ptolemæus, der levede ca. 150 e.Kr., fik navnlig betydning gennem to hovedværker, hans astronomi og hans geografi, i hvilken sidste han opregner lande, byer, bjerge og floder med oplysning om hvert steds længde og bredde m. m.; desuden nævnes hans atlas med 26 specialkort.
To anskuelser var i oldtiden herskende angående fordelingen af land og vand på jorden; den første, hvortil fx Eratosthenes og Strabo sluttede sig, antog, at de tre da kendte fastlande, Europa, Asien og "Libyen" (Afrika) var en sammenhængende ø, overalt omflydt af verdenshavet (græsk Okeanos); den anden, hvortil Aristoteles, Marinos fra Tyrus og Ptolemaios sluttede sig, tænkte sig det atlantiske og indiske ocean omsluttede af land lige som Middelhavet, og at der kun var en forholdsvis smal vandmasse mellem det yderste vestlige og østlige land, en anskuelse, der fik betydning for Columbus' opdagelse af Amerika.
Romerne fulgte ved behandlingen af geografien væsentligst praktiske formål, idet deres stadige krigstog, administration af det enorme rige og de udstrakte handelsforbindelser fordrede anlæggelsen af gode veje og dertil betydelige kortarbejder; af disse kendes kun et enkelt, nemlig den såkaldte Tabula Peutingeriana, der stammer fra 300-tallet. Plinius og Seneca må nævnes som dem, der frembragte de betydeligste geografiske skrifter blandt romerne. Ved slutningen af oldtiden faldt det korografiske kendskab nærmest sammen med det romerske rige; Europas høje nord, det nordlige Asien hinsides det Kaspiske Hav, altså Sibirien, var ganske ukendt; om Kina havde man højst uklare begreber; den sydøstlige asiatiske øverden var knapt kendt ud over Java, Østafrika kendte man til Zanzibar, Vestafrika til Sierra Leone, mens man om det indre Afrika kun havde vage forestillinger om negerlande hinsides ørkenen; dog må det bemærkes, at Ptolemaios allerede omtaler Nilens kilder som kommende fra to store søer i nærheden af ækvator.

### Middelalderen
Middelalderen viser for geografiens, som for de fleste andre videnskabers vedkommende, navnlig i sin første tid en tilbagegang. De store græske geografer forglemtes, og de romerske forfattere, blandt dem navnlig Plinius, blev de mest brugte, men ikke de heldigste kilder. Fantasifostre og vidunderskikkelser befolker værkerne, mens man ganske ser bort fra landområdernes naturbeskrivelse eller i det højeste indskrænker sig til en blot og bar stedfortegnelse. Heller ikke den fysiske geografi gjorde fremskridt, og læren om jordens kugleform måtte vige for den naive tro på jorden som en flad skive. I den ældre middelalder herskede de såkaldte "hjulkort", der med Jerusalem i verdens centrum og Okeanos som ydergrænse til alle sider viste en mærkelig blanding af bibelske og græske ideer. Den geografiske horisont indskrænkedes mere og mere, og kun de nordiske vikinger gjorde nye opdagelser (Grønland og Amerika), men disse blev ikke bragt til videre kendskab. Imidlertid rørte der sig et rigt liv blandt araberne, der var ivrige dyrkere af matematik og astronomi, og i modsætning til de kristne kirkefædre med iver studerede de græske geografer, navnlig Ptolemaios, hvis hovedværk allerede i 9. århundrede var blevet oversat til arabisk under navnet Almagest. Deres stedsbestemmelser forbavser endnu den dag i dag ved deres nøjagtighed. Udbredelsen af islam og vidtstrakte rejser, navnlig af Ibn Batuta, en af de mest vidt berejste mænd, der nogensinde har levet, og Edrisi, udvidede deres geografiske synskreds så vidt, at de kendte hele Europa med undtagelse af det højeste Norden, den sydlige halvdel af Asien, Nordafrika til cirka 10° nordlig bredde, og østkysten indtil Stenbukkens vendekreds. Også over den fysiske beskaffenhed af de kendte lande findes mange fortræffelige arbejder, således af Massudi, ligesom over almindelige fysisk-geografiske fænomener af fx Kazwini. Den større forbindelse, som Vesten ved korstogene og de italiske handelsrepublikkers opblomstren kom i med Orienten, kunne ikke undlade at virke på det kristne Europa, og man ser i den senere kristne middelalder så betydelige forfattere fremtræde som Albert den Store, Roger Bacon og Vincens af Beauvais. Samtidig fremmedes også berøringen mellem Europa og det fjerne Østasien, dels på krigersk måde ved de store mongolerindfald, dels ved udstrakte rejser, hvoraf her blot kan nævnes Marco Polos berømte rejse (1271—1295) og de gejstlige sendebud til mongolernes storkhan som Piano di Carpine 1246 og Ruys-broeks (Rubruquis) 1253. Stor betydning for den geografiske opfattelse af Europa havde også åbningen af en atlantisk søvej fra de italienske handelsstæder til Flandern, men det store fremskridt, den senere kristne middelalder viste i behandlingen af geografi frem for den tidlige, skyldes dog væsentligst den omstændighed, at de gamle græske geografer kom til hæder og værdighed igen, og frem for alt tilbagevendelsen til de ptolemæiske stedsbestemmelser. En afgjort fremgang viste sig i denne periode i kartografien, idet nu kompasset kom almindeligt i brug. Blandt de ældste mønstre på de berømte italienske kompaskort, de såkaldte portulaner, der udviser en forbavsende nøjagtighed, må nævnes Pietro Viscontis (1318) og Marino Sanutos (1320). Endnu højere stod dog det såkaldte katalaniske kort, udfærdiget i 1375 af en ukendt mallorcansk styrmand, og venetianeren Fra Mauros kort fra 1400-tallet, der viser Marco Polos, Nicolo Gontis og portugisernes opdagelser i Østasien og langs Afrikas vestkyst.

### Den nyere tid
Renæssancenn bragte også nyt liv i geografien. Et mægtigt stød hertil var de store portugisiske og spanske opdagelser, der ikke blot næsten fordoblede den da kendte verdens udstrækning, men også til Europa bragte hidtil ukendte produkter, kendskab til ukendte naturforhold og ny folkeslag samt skabte ganske ny baner for verdenshandelen. De lærde blev derved opfordret til at samle og nedskrive den sum af iagttagelser, som opdagerne bragte hjem fra deres togter. 1500- og 1600-tallene blev kosmografiernes tid, som Løffler udtrykker sig: "disse litterære pulterkamre, hvori datiden, sædvanlig uden kritik og under mange misforståelser, nedlagde hele sin geografiske Viden". Som et eksempel på disse kosmografiske håndbøger kan nævnes Sebastian Münsters fra 1550. Hos ham, som hos de øvrige kosmografer, mangler naturskildringer, men man finder i stedet opregning af produkter, byer, floder, seværdigheder, kongerækker m.m. Dette minder nærmest om en senere tids rejsehåndbøger. Efter 1600 blev ordet geografi atter indført i stedet for kosmografi, der efterhånden forsvandt. I midten af 1600-tallet udkom et banebrydende værk, nemlig Geographia generalis af Bernhard Varenius (Varen) (1622—1650).
Af de enkelte geografiske fagdiscipliner gjorde oceanografien store fremskridt på grund af sørejserne; store havdybder kunde man ganske vist ikke måle, men tidevandet og havstrømmene blev studeret med iver. Portugiserne havde således allerede i 1400-tallet opdaget Guinea-strømmen, Vasco da Gama fandt Mozambique-strømmen, og Alaminos iagttog og benyttede Golfstrømmen i strædet ved Florida. Desuden blev luftstrømningerne udførlig beskrevet, og benævnelser som passater og monsuner blev efterhånden almindelige.
Den matematiske geografi tog et mægtigt opsving ved Kopernikus' og Keplers indsatser, bredde- og længdebestemmelser blev skarpere, og den første gradbue blev udmålt ved triangulation mellem Alkmaar og Bergen op Zoom. Kortene, der nu blev fremstillet efter matematiske bestemmelser, var forbedredet, og dominansen inden for kartografien, der i 1400-tallet tilhørte italienerne, gik i første halvdel af 1500-tallet over til deres elever, de portugisiske og spanske lodser. I midten af århundredet blev disse dog også overhalet af tyskerne, der hen imod slutningen af århundredet atter blev fortrængt af hollænderne, hvis blomstringstid var i 1600-tallet. Af særlige kortarbejder kan her nævnes tyskeren Martin Behaims globus og flamlænderen Gerhard Mercators banebrydende kortværker. Af hollandske kartografer kan fremhæves Hondius, Willem Janssen, De Witt og Vischer; også en dansk kartograf fra denne periode er blevet berømt, nemlig Johannes Mejer fra Husum.
I hovedsagen stod geografien i 1700-tallet i stampe, og Hübners Vollständige Geographie svarede i alt væsentligt til de gamle kosmografier. Imidlertid skete der indirekte et stort arbejde for geografien ved naturvidenskabernes, etnografiens og statistikkens begyndende opblomstring. Det var i 1700-tallet, at Réaumur konstruerede sit termometer og Harrison (1693—1776) opfandt kronometeret, at De Luc 1772 udfandt formlen for barometrisk højdemåling, og det første meteorologiske akademi blev stiftet 1780; et mægtigt fremskridt skete i den fysiske geografi ved skabelsen af en geologisk videnskab gennem A.G. Werner (1750—1817). Linné grundlagde det botanisk-zoologiske studium: plantegeografien etableredes af Wildenow, ligesom dyregeografien igangsattes af Zimmermann. Endelig begyndte også antropologien at vise sig i Campers og Blumenbachs værker, og man begyndte at tage fat både på statistiske undersøgelser og sammenlignende sprogvidenskab. Kartografien anvendte hele det forøgede astronomiske materiale og hævede sig, navnlig i Frankrig med navne som Delisle og d'Anville, til en hidtil ukendt højde.

### 1800-tallet
Der var således i de videnskaber, til hvilke geografi hovedsagelig må støtte sig, gjort en række betydningsfulde forarbejder, og endelig fremtrådte i 1800-tallet stifterne af den moderne geografiske videnskab, nemlig Alexander von Humboldt og Carl Ritter.
Humboldt (1769—1859) var oprindeligt uddannet naturforsker og elev af Werner, hvis Phiton-teori han sammen med Leopold von Buch udviklede, hvorved de fik en afgørende indflydelse på opfattelsen af vulkanerne og jordklodens bygning. På udstrakte rejser, navnlig sammen med Bonpland i Syd- og Mellemamerika 1799—1804 og til Ural og Centralasien 1829, samlede han en rig sum af selvstændige iagttagelser, som han har nedlagt i afhandlingen Ansichten der Natur og kæmpeværket Kosmos. Også i særlig geografisk retning ydede han vigtige bidrag, således fx i sit store værk over Centralasiens bjergsystemer, der væsentlig er af historisk-kritisk indhold, og i hans hovedværk, Planternes geografiske udbredelse. Endvidere kan nævnes, at det var Humboldt, der opfandt brugen af isotermer, lige som det er ham, der grundlagde af et system af magnetiske korresponderende iagttagelser.
I modsætning til den vidt berejste naturforsker Humboldt var Ritter (1779-1859) en mere stationær geograf, en teoretisk baseret person med en nærmest historisk uddannelse, men dog langtfra ukyndig i naturvidenskaberne. I stedet for Humboldts fremstilling, der ofte indeholdt noget maleriske beskrivelser, var Ritter mere tung i stilen og filosoferende, men han besad talent for det systematiske og et overordnet syn på geografiens opgave som videnskab. De to mænd supplerede på sin vis hinanden. Ritter stod ikke alene bag almindelige betragtninger over fordelingen af hav og land og over kontinenternes former, men også bag en geografisk terminologi: benævnelser som højland og lavland, bjergland (Gébirgé), plateau, bjergkæde og bjerggruppe, delingen af flodernes løb i øvre, mellemste og nedre og så videre.
Humboldts og Ritters aktive perioder lå i første halvdel af århundredet; samtidig begyndte man også rundt omkring at stifte geografiske selskaber. Men trods det, at Humboldt og Ritter nærmest var velestimerede i deres samtid, sporer man kun ringe fremgang i den geografiske litteratur. Ganske vist optog man den ritterske terminologi, optegnede med større nøjagtighed nyopdagede bjerge, floder og søer og gjorde enkelte andre fremskridt; men i øvrigt fulgte man i de geografiske beskrivelser ikke den vej, Humboldt og Ritter havde anvist. Behandlingen af landenes naturforhold indskrænkede sig i hovedsagen til deres relieffer og vandløb, og antropogeografien svandt ind til en "politisk geografi" med stater og byer. En undtagelse må dog fremhæves, nemlig danskeren J.F. Schouw med værker som Europa (1832) og Prøver paa en Jordbeskrivelse (1851). Periodens geografer var relativt tilbageholdne, men samtidig førtes ny ideer videre af naturforskerne, der, som Studer, Schouw, Grisebach, Schmarda og andre, hver på sit specielle område kraftig bidrog til fremskridt af det geografiske studium, indtil endelig de darwinske ideer havde gennemtrængt også geografien og derved stærkt bidraget til, at man var blevet yderligere klar over denne videnskabs særlige synspunkter.

## Metoder
De rumlige sammenhænge er meget vigtige i geografien, og man bruger landkort som et værktøj. Geografer bruger fire beslægtede fremgangsmåder:
- Systematisk – Grupperer geografisk viden ind i kategorier, der kan udforskes globalt.
- Regionalt – Undersøger systematiske sammenhænge mellem kategorier for en bestemt region på planeten.
- Beskrivende – Specificerer lokaliseringen af bestemte ting og befolkninger.
- Analytisk – Spørger hvorfor befinder bestemte ting og befolkninger sig i et bestemt geografisk område.

Geografien har altid bestået af to dele: indsamlingen af oplysninger og analysen af oplysninger. Tidligere skete indsamlingen af oplysninger fortrinsvis ved rejser, der ikke sjældent var bekostet af offentlige myndigheder netop med det formål at lade sagkyndige rejse ud og indsamle oplysninger, det være sig om de landskabelige forhold (herunder geologiske forhold, plantevækst og dyreliv) eller om menneskenes levevis.

## Geografiske fagdiscipliner
Geografien lader sig underinddele i ulige hovedområder og underområder. De fire hovedområder er:
- Naturgeografi – landskabsanalyse, landskabsdannende og -omformende processer
- Kulturgeografi – samfundsmæssige processer og rumlig forandring
- Kartografi og Geoinformatik – kortlægningslære samt indsamling, analyse og formidling af digitale geodata
- Matematisk geografi – modelanalyser.

## Naturgeografi
Denne gren af geografi fokuserer på de naturligt forekommende ting på jorden og gør brug af biologi til at forstå mønstre i dyre- og planteliv, matematik og fysik for at forstå jordens bevægelse i sammenhæng med andre objekter i verdensrummet. Den dækker også landkort og navigation og omfatter økologisk geografi.

## Kulturgeografi
Den menneskelige eller politisk/kulturelle gren af geografi fokuserer på de sociale sammenhænge, de ikke-fysiske aspekter af, hvordan verden hænger sammen. Det undersøges, hvordan mennesker tilpasser sig til et landområde og til andre mennesker og de ændringer, det giver i verden. Den kan inddeles i disse brede kategorier: økonomisk geografi, bebyggelsesgeografi, politisk geografi, social geografi, miljøgeografi og militær geografi.
Kulturgeografien underinddeles i:
- Demografi – befolkningslære, en hjælpedisciplin, der har til formål at analysere befolkningens sammensætning og dennes indflydelse på befolkningsudviklingen.
- Etnografi – rejsebeskrivelser, især fremstillingen af fremmede folkeslags levevis.
- Miljøgeografi – stof- og energikredsløb i tilknytning til befolkningens levevis.
- Økonomisk geografi – studiet af den menneskelige udnyttelse af de naturgivne råstoffer (produktionsgeografi), samfærdselsmuligheder og samhandel (herunder markedsområder eller oplande)

### Demografi
Demografi eller befolkningslære er en geografisk hjælpedisciplin, der vedrører forståelsen af befolkningens størrelse og sammensætning, fordeling samt udviklingen heri og årsagerne hertil.

### Beskrivende geografi
Beskrivende geografi omfatter kórografi, topografi og etnografi. Kόrografi (græsk: chorografi, tysk: länderkunde) er beskrivelsen af et givet større eller mindre landområde, mens topografi alene beskriver et enkelt sted, og etnografi beskriver et givet folk.
Kόrografien giver sig udslag i værker af typen "verdens lande", hvor formålet er i oversigtlig form at beskrive hvert enkelt lands terræn, befolkningsforhold, næringsliv, økonomiske forhold og lignende.
Det mest kendte kórografiske værk er Martin Vahl og Gudmund Hatt: Jorden og Menneskelivet, Bind I-IV (1922-1927).
Topografiske værker findes i to former: topografiske fremstillinger for et helt land og topografiske fremstillinger for et enkelt område eller sted og typisk omfatter de enkelte sogne, herreder, amter eller tilsvarende.
De mest kendte topografiske værker er:
- Arent Berntsen: Danmarckis oc Norgis Fructbar Herlighed (1656),
- Peder Hansen Resen: Atlas Danicus (materialet indsamlet indtil 1688 men først udgivet brudstykkevis i det 20. århundrede),
- Erich Pontoppidan: Den Danske Atlas, Bind I-VII (1763-1774),
- Landhusholdningsselskabet: Bidrag til Kundskab om de danske Provindsers nuværende Tilstand i økonomisk Henseende; i alt 19 bind (1826-1844),
- J.P. Trap: Danmark, udkommet i 5 udgaver mellem 1858 og 1972.
- Gyldendals Egnsbeskrivelse.

Etnografien er beskrivelsen af de enkelte folkeslags udbredelse og levevis. Sådanne fremstillinger hviler ikke sjældent på egne iagttagelser under kortere eller længerevarende besøg hos det pågældende folkeslag.

### Historisk geografi
Denne gren af geografi ligner den beskrivende geografi og forsøger at bestemme, hvordan de fysiske og kulturelle udfoldelser opstod og/eller har udviklet sig på jorden i tidligere tider.

## Kartografioggeoinformatik
Kartografi og geoinformatik er en geografisk hjælpedisciplin, der vedrører dels kortopmålingsteknik (geodæsi), dels kortudformningsmåder (kaldet kortprojektioner), dels kortlægningsteknik (kartering), dels ulige teknikker til kortmæssige fremstillinger af ulige forhold fx fordelinger, strømme og sammenhænge. Mest kendt er de geodætiske kort, der viser terrænforhold, fordelingen af agerjord, hede, eng, mose, løv- og nåleskove, veje og jernbanelinjer, spredte og samlede bebyggelser og lignende, men geografien anvender også andre kortvisningsteknikker for at belyse ulige forhold, blandt andet prikkort, cirkelkort, strøm- eller flowkort, kort der for ulige fladeområder udviser fordelingsklasser (fx befolkningstæthed fordelt på sogne eller kommuner, rudekort (kort med området opdelt i rudeenheder af samme størrelse fx 1×1, 5×5, 10×10 km² eller lignende) m.m.

## Matematisk geografi
Matematisk geografi er en geografisk hjælpedisciplin, der finder sted i et kunstigt eller modelleret univers. Formålet er at se bort fra virkelighedens sammensatte forhold, stille og besvare spørgsmålet: forudsat visse givne betingelser hvilken fordeling af visse fænomener kan man da forvente? Et klassisk eksempel herpå er "Central-place"-modeller, der forsøger at belyse den mest fordelagtige fordeling af forretnings- og serviceydelser. De fundne fordelinger kan da efterfølgende sammenlignes med virkeligheden for at bedømme deres forklaringsevne.

## Byplanlægning og regional planlægning
Byplanlægning bruger den geografiske videnskab til at hjælpe med at bestemme, hvordan man skal udvikle (eller ikke udvikle) et landområde for at opnå nogle bestemte mål så som sikkerhed, skønhed, økonomiske muligheder, bevarelse af bygninger og naturområder osv. Planlægningen af by- og landområder kan ses som anvendt geografi, selv om det også trækker på viden fra for eksempel kunst og historie.